# Neuer Friedhof Bockenheim
Koordinaten: 50° 8′ 8,5″ N, 8° 38′ 39,3″ O

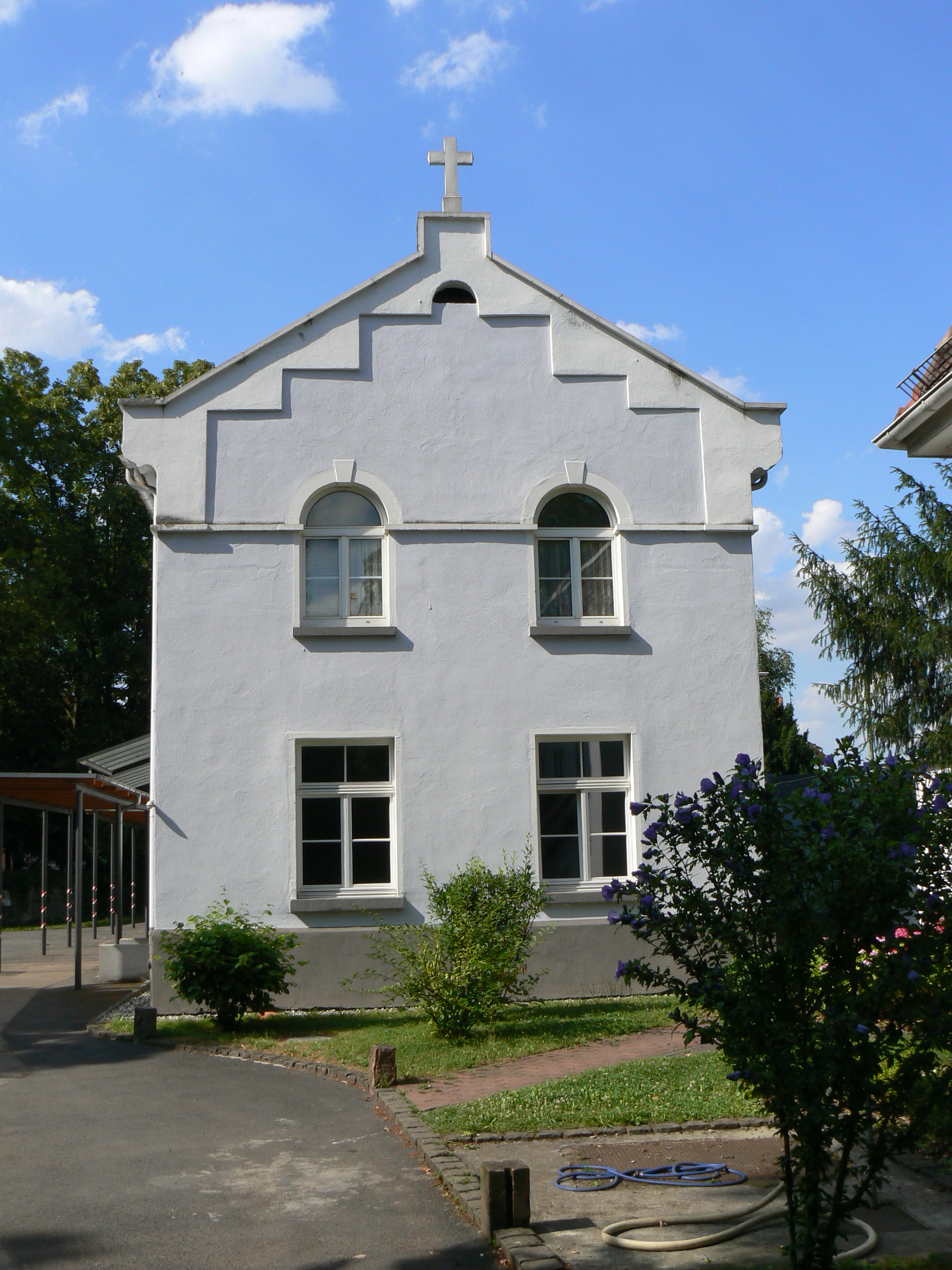
Das zur Trauerhalle umgewidmete ehemalige Sudhaus, Südfassade

Der Neue Friedhof Bockenheim ist seit 1878 der Friedhof des heutigen Stadtteils von Frankfurt am Main, Bockenheim. Er liegt an der Ginnheimer Landstraße 97 gegenüber dem Markus-Krankenhaus an der Grenze zum Stadtteil Frankfurt-Ginnheim.

## Geschichte
Der Alte Friedhof Bockenheim wurde 1825 eingeweiht. Bis 1875 hatte sich die Einwohnerzahl gegenüber 1825 auf 13.000 Personen versechsfacht, und der Friedhof war wesentlich zu klein geworden. Daher wurde ein neuer Friedhof angelegt. Er wurde 1878 seiner Bestimmung übergeben und entstand auf dem Gelände der Brauerei des Brauers Heinrich Karl Birk, die einige Jahre vorher geschlossen worden war. Das Sudhaus aus dem Jahr 1839 wurde zur Trauerhalle umgebaut. Der Neue Friedhof wurde von Heinrich Siesmayer geplant und umfasst nach einer Erweiterung im Jahr 1871 eine Fläche von 6,06 Hektar mit etwa 5250 Grabstellen. Damit ist er der achtgrößte Friedhof in Frankfurt am Main.
Im Jahr 2005 wurde die jetzige Trauerhalle von der Stadt umfassend saniert.

## Prominente Tote auf dem Friedhof
- Heinrich Siesmayer (1817–1900), Gartenbaumeister
- Adalbert Hengsberger (1853–1923), der letzte Bürgermeister der Stadt Bockenheim
- Heinrich Ludwig (1865–1952), Bockenheimer Lokalhistoriker
- August Jaspert (1871–1941), Stadtrat, Rektor der Kaufungerschule, Gründer des Kinderdorfs Wegscheide,
- Max Bromme (1878–1974), Gartenbaudirektor[4]
- Walter Leiske (1889–1971), 1946–1960 Bürgermeister von Frankfurt und von 1953 bis 1961 Bundestagsabgeordneter der CDU.
- Max Braun (1890–1951), Ingenieur, Erfinder und Unternehmer (Braun (Elektrogeräte))
- Goetz Schrader (1908–1997), Kamera-Pionier
- Kurt Leo Shell (1920–2018), Politikwissenschaftler
- Lothar Zenetti (1926–2019), Theologe, Priester und Gemeindepfarrer, Schriftsteller
- Katharina Staritz (1903–1953), erste Pfarrerin in Frankfurt und in der EKHN[5]

## Denkmalschutz
Eine Vielzahl von Grabmalen steht unter Denkmalschutz. Beispiele:
| Grabmal                                           | Jahr | Beschreibung (Denkmalamt) | Foto                    |
| ------------------------------------------------- | ---- | --- | ----------------------- |
| Grab der Familie Harth                            | 1909 | Eine torartige Stele nach Vorbild einer Ädikula im Jugendstil. Bronzeschale im Zentrum, Bronzetafeln | Harth                   |
| Grab des Ehepaares Christian und Wilhelmine Harth | 1921 | Ehepaar Christian Harth (* 17. März 1853; † 14. Januar 1921) und Wilhelmine Harth geb. Saam (* 9. September 1854; † 11. Januar 1923), Steinmetz: Hofmeister | Ehepaar C. + W. Harth   |
| Grab der Familie Knodt-Forell-Kramer              | 1902 | Relief aus Kupfer an der Friedhofswand. Christian Knodt war Metallwarenfabrikant. Robert Forell ein Bockenheimer Maler (1858–1927). Steinmetz: F. Hofmeister | Knoth-Forell-Kramer     |
| Grab der Familie Müller                           | 1898 | Sandstein im Stil der Neorenaissance, Steinmetz: unbekannt | Fam. Müller             |
| Grab des Ehepaars Hermann und Elisabeth Bückling  | 1899 | Grabstele, Hermann Bückling (1853–1938), Inhaber der Firma Bückling & Baum, Maschinenfabrik und Mühlenbauanstalt, Solmsstraße 17, Frankfurt-Bockenheim, sowie anerkannter Frankfurter Hobbyfotograf. Steinmetz: Becker, 1891 | Eheleute H.+E. Bückling |
| Grab der Familie Sperl                            | N.N. | Senator Dr. med. h. c. Ministerialrat A.D. Friedrich Sperl, Wirtschaftsmanager im Widerstand gegen Hitler und engagierter Förderer von Kultur und Wissenschaft. 1968 stiftete die Goethe-Universität Frankfurt am Main den Friedrich Sperl-Preis (Preis zur Förderung der Geisteswissenschaften), der herausragende Arbeiten des Historiker-Nachwuchses auszeichnet. Seine Dotierung beträgt z. Z. 2.500 Euro. Seine Ehefrau Lydia Sperl (* 25. Februar 1906; † 23. Februar 1992) entstammte der deutsch-russischen Familie der Barone von Falz-Fein, die durch Verheiratung mit der Familie des Schriftstellers Vladimir Nabokov sowie des Komponisten Nicolas Nabokov verschwägert war. Lydia Sperls Vater Eduard Falz-Fein war der Bruder von Friedrich von Falz-Fein, der selbst ein deutsch-russischer Großgrundbesitzer und Gründer des Naturschutzgebiets Askanija-Nowa (russisch Аскания-Нова, Ukraine) war. Steinmetz: unbekannt | Grab der Familie Sperl  |